# Desmeocraerula viridipicta
Desmeocraerula viridipicta är en fjärilsart som beskrevs av Sergius G. Kiriakoff 1963. Desmeocraerula viridipicta ingår i släktet Desmeocraerula och familjen tandspinnare. Inga underarter finns listade i Catalogue of Life.